# Mizoi Yosuke
Yosuke Mizoi (sinh ngày 21 tháng 12 năm 1971) là một cầu thủ bóng đá người Nhật Bản.

## Sự nghiệp câu lạc bộ
Yosuke Mizoi đã từng chơi cho Shimizu S-Pulse.